# Rakowiec (Warszawa)
Rakowiec – osiedle i obszar MSI w dzielnicy Ochota w Warszawie. Obejmuje obszar między ulicami: Żwirki i Wigury, Grójecką i Banacha oraz torami linii radomskiej. Włączono go do Warszawy 1 kwietnia 1916 jako część gminy Pruszków.
Na południowy zachód od obecnego obszaru MSI Rakowiec, w ramach obszaru Okęcie, znajduje się jednostka Kolonia Rakowiec. Graniczy ona z Jadwisinem przez ulicę 1 Sierpnia. Obszar ten włączono do Warszawy znacznie później bo 15 maja 1951 (jako część gminy Okęcie).

## Historia

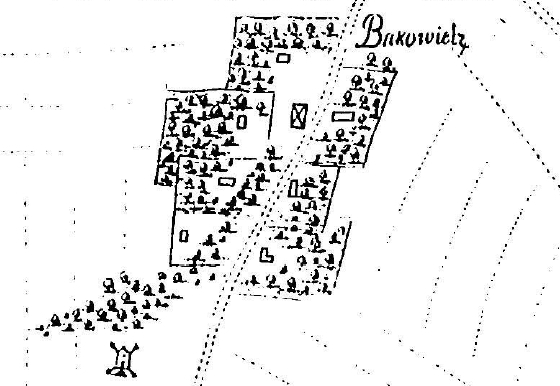
Wieś Rakowiec na mapie z 1705 r., w prawym górnym rogu droga na Grójec

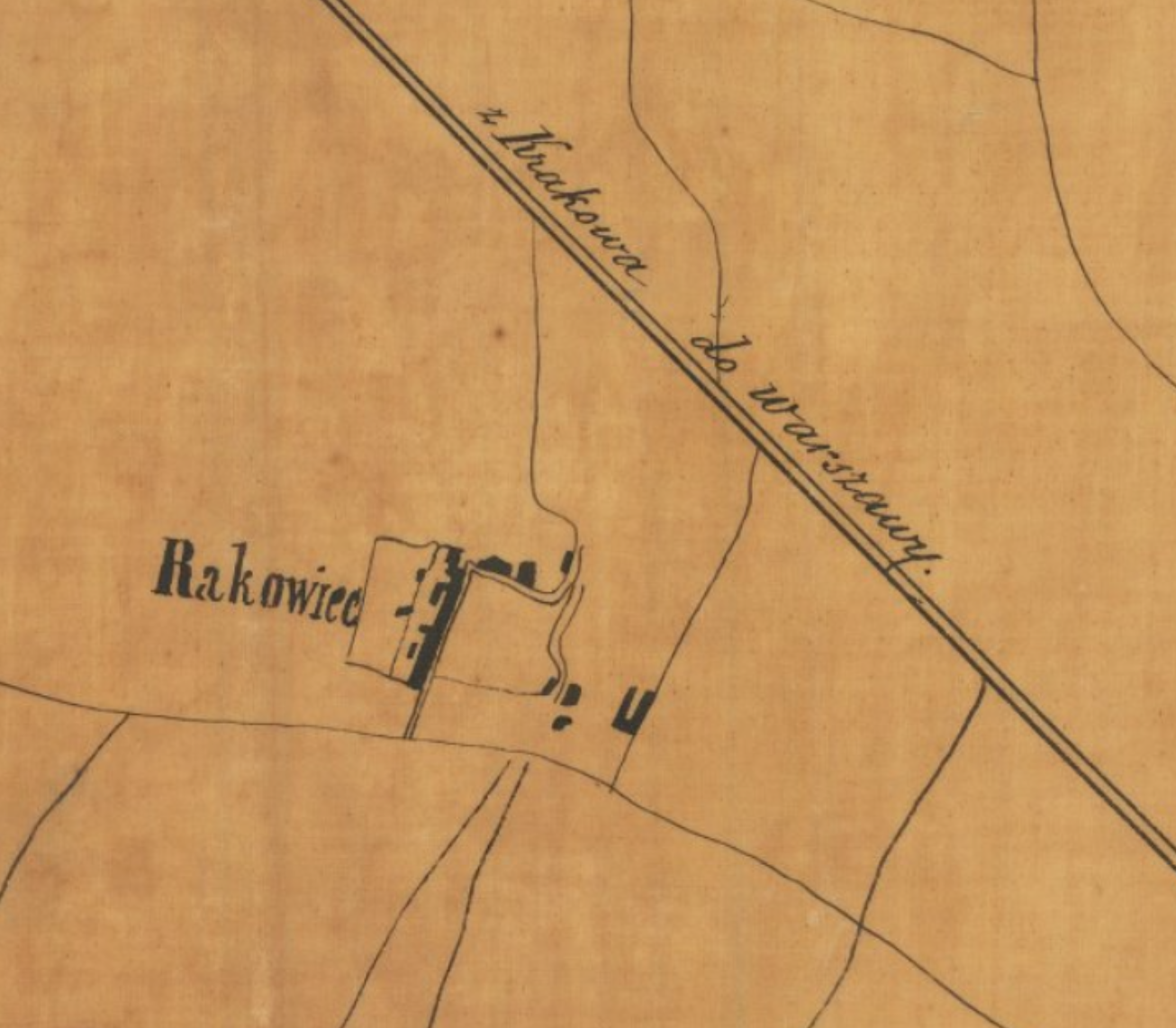
Rakowiec na mapie z 1835 r.

Rakowiec wydzielono ze wsi Raków (Rakowo) w średniowieczu, być może na przełomie XIII i XIV w. Podobnie jak macierzysta wieś leżała w obrębie parafii w Służewie, choć wyodrębnienie sprawiło, że związała się z parafią w Jazdowie. Wieś szlachecka w 1580 znajdowała się w powiecie warszawskim ziemi warszawskiej województwa mazowieckiego. Rakowiec często zmieniał właścicieli, w 1751 został własnością księżnej Izabeli Lubomirskiej, która wkrótce oddała go szpitalowi Św. Rocha w zastaw.
Szpital kupił wieś w 1761, a na początku XIX w. w jej pobliżu, przy trakcie krakowskim (obecnie ulica Grójecka) utworzył folwark Rakowiec. Niedługo potem w ramach regulacji, trakt krakowski odsunięto na zachód od folwarku. Zabudowa wsi ciągnęła się wzdłuż ulicy prostopadłej do traktu, której śladem wytyczono później warszawską ulicę Pruszkowską, oraz innych mniejszych dróg. Według innych źródeł pod koniec XVIII wieku wieś należała do Arnolda Byszewskiego. Pod koniec lat 20. XIX w. na skrzyżowaniu traktu krakowskiego i jednej z lokalnych dróg (odpowiadającej późniejszej ulicy księcia Trojdena) wybudowano murowaną karczmę „Pociecha”. Przy zajeździe tym stała figura, do której mieszkańcy Warszawy odprowadzali uczestników pielgrzymek na Jasną Górę. Po kilkudziesięciu latach, ze względu na wzrost rygorów prawnych dotyczących działania karczm, zamknięto ją. Na wschodnim krańcu wsi funkcjonowała druga, mniejsza karczma. Wieś na przełomie XVIII i XIX w. składała się z kilkunastu domów, a razem z folwarkiem miała sto kilkadziesięcioro mieszkańców. Pod koniec XIX w. składający się z 6 domów folwark liczył stu mieszkańców, a wieś składająca się z 11 domów – 132 mieszkańców. Do wsi należało 29,1 ha gruntów rolnych, a do folwarku 364 ha. Oprócz wsi z folwarkiem istniała wówczas również Kolonia Rakowiec licząca kilkadziesięcioro mieszkańców. Posiadłości szpitala były gospodarowane przez dzierżawców. Poziom rolnictwa był uważany za wysoki, co wiązano ze związkami z Warszawą. Na rakowieckich polach urządzano konkursy rolnicze i testowano sprzęt rolniczy. Istniała tu fabryka pudrety, czyli nawozu organicznego z ludzkich odchodów. Szpital władał folwarkiem do roku 1920, przy czym grunty rolne podległy uwłaszczeniu chłopów w latach 1863–1869. 
W 1859 powołano rakowiecką gminę, która funkcjonowała kilka lat, po czym została wchłonięta przez gminę Pruszków.
W latach 1889–1892 na terenie Rakowca wybudowano punkt oporu Twierdzy Warszawa − fort Szcza-M. Obecnie jest to rejon ulic Grzeszczyka i Korotyńskiego. W 1930 podjęto decyzję o budowie w tym rejonie mieszkaniowe WSM Rakowiec. 
8 kwietnia 1916 generał-gubernator Hans Hartwig von Beseler wydał rozporządzenie włączające do Warszawy (od 1 kwietnia 1916) m.in. folwark i wieś Rakowiec. Nie dotyczyło to Kolonii Rakowiec, która przez większość dwudziestolecia międzywojennego należała do gminy Skorosze. W 1920 folwark Rakowiec został przejęty od Szpitala Św. Rocha przez miasto, a od 1926 spółkę Agril (Administracja Gospodarstwa Rolniczego i Leśnego). Jedno z gospodarstw rolnych tej spółki znajdowało się również w Kolonii Rakowiec. Agril wznowił działalność po II wojnie światowej, a w 1948 został przekształcony w państwowe gospodarstwo rolne.
W latach 1934–1938 powstało tam drugie osiedle Warszawskiej Spółdzielni Mieszkaniowej. Projektanci założyli, że budować będą tanie mieszkania dla robotników "skazanych dotychczas na wyzysk kamieniczników", jak mawiano. Mieszkania te miały mieścić się w blokach. Ich wielkość miała być ograniczona najwyżej do 3 izb. W wyposażeniu tylko podstawowe urządzenia sanitarne, z bieżącą wodą, ale mieszkanie z własnym ogrzewaniem. Grzanie zapewniały piece kaflowe umieszczone w pokoju. Kuchnia węglowa ogrzewała pośrednio także inne pomieszczenia. Co najważniejsze, miały to być słoneczne lokale. Nie było mowy o budowie ciemnych oficyn jak w przedwojennych kamienicach, ani ponurych suteren. 
Osiedle na Rakowcu miał zaprojektować zespół architektów z awangardowego ugrupowania artystycznego "Praesens". Działali tam m.in. małżonkowie Helena i Szymon Syrkusowie, architekci. Im powierzono opracowanie projektu osiedla, które powstało w latach 1932–1935. Wybudowano 6 dwupiętrowych bloków. W każdym było 48 mieszkań dwuizbowych (powierzchnia 32-35 m²) z małą toaletą i dość dużym przedpokojem. Te WSM-owskie bloki to "wysepki zorganizowanego życia i współżycia w morzu antagonistycznej zabudowy". Stanęły - jako pierwsze w Warszawie - prostopadle do ulicy (Pruszkowskiej), w myśl hasła: "frontem do słońca, a nie do rynsztoku".  Dodatkowo wybudowano tzw. Dom Społeczny w którym mieściła się nowoczesna i dobrze wyposażona pralnia, suszarnia, lekarskie gabinety internistyczny i stomatologiczny oraz przedszkole i duża sala widowiskowa. Po wojnie w sali widowiskowej w każdą środę było tzw. Kino Objazdowe. Bilet wstępu kosztował 4 zł.
Teren osiedla był ogrodzony siatką, a furtki zamykane o godz. 22. Każdy z mieszkańców mógł uprawiać przynależny do mieszkania ogródek o pow. 1 ara i łowić ryby w ogólnodostępnym stawie osiedlowym. W latach 50. do stawu spuszczono ścieki z niedalekiego Państwowego Gospodarstwa Rolnego (PGR). Pod koniec lat 60. staw został pozbawiony trzcin i tataraków, a w to miejsce jego brzegi wyłożono kamieniami i betonem.
W latach 60. przy ul. Księcia Trojdena powstało osiedle „Rakowiec” projektu Zasława Malickiego, Oskara Hansena, Zofii Garlińskiej-Hansen i Mariana Szymanowskiego, przewidziane na około 3000 mieszkańców. 
Od 1961 r. wybudowano tu dużo tak zwanych „płytowców” i „pudełek”, obecnie budynki te tynkuje się na kolorowo. W rejonie byłych Fortów powstały nowoczesne osiedla.

## Ważniejsze obiekty
- Park Zasława Malickiego,

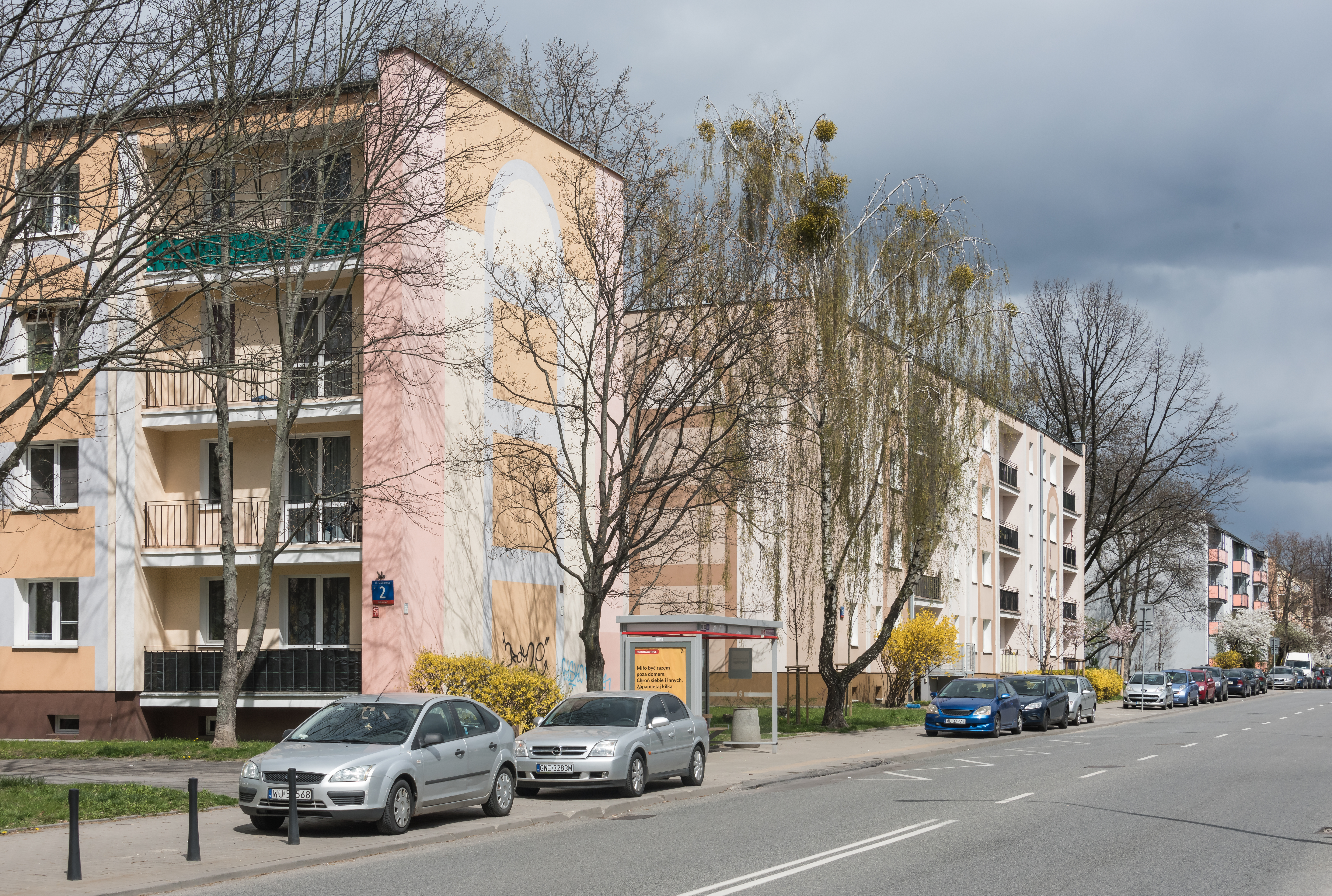
Ulica Pawińskiego

- dwie parafie, graniczące ze sobą na ulicy Korotyńskiego: 
  - Opatrzności Bożej (ulica Dickensa) z kościołem konsekrowanym w 1979,
  - Zwiastowania Pańskiego (ulica Gorlicka) z kościołem konsekrowanym w 1997,
- siedem przedszkoli (ul. Baleya, ul. Grzeszczyka, ul.Korotyńskiego, ul. Księcia Trojdena, ul. Pruszkowska, ul. Karola Dickensa i ul. Okińskiego (przedszkole integracyjne),
- trzy szkoły podstawowe (ul. Gorlicka, ul. Jasielska 49/53, ul. Majewskiego),
- XXI Liceum Ogólnokształcące im. Hugona Kołłątaja (ulica Grójecka 93),
- Targowisko Banacha (ul. Grójecka 95),
- Wypożyczalnia dla dorosłych i młodzieży nr 99 wraz z filią dla dzieci nr 48 (ulica Baleya),
- Centralny Szpital Kliniczny UCK WUM (ul. Banacha 1a),
- Dom Kultury Rakowiec (dawniej Społeczny Dom Kultury „Rakowiec”), ul. Wiślicka 8,
- część Kampusu Ochota.